# オローニ族
オローニ族（Ohlone people [oʊˈloʊniː]）は、コスタノ族（コスタノアン、Costanoan）とも呼び、カリフォルニア州沿岸部の中部から北部にかけて住むアメリカ先住民族である。18世紀にスペイン人の探検隊や宣教師が到達したとき、オローニ族はサンフランシスコ湾からモントレー湾にかけて、およびサリナス盆地の低地にかけての地域に住んでいた。当時彼らはペヌーティ大語族のうちウティ語族に属するオローニ諸語のさまざまな言語を話していた。「オローニ」という術語は、「コスタノ族」にかわって1970年代以来、彼らの子孫の集団の一部や大部分の民族学者、歴史学者、通俗文学の作家によって使用されてきた。植民地以前の時代において、オローニ族は50を越える土地所有集団に分かれており、自分たちを他と区別されるひとまとまりの集団とは見なしていなかった。オローニ族はカリフォルニアの典型的な民族学的様式にしたがって、狩猟、漁撈、採集によって生活していた。これらのさまざまな集団の成員は、親睦・婚姻・道具の交易などの必要に応じて、互いに自由に交際し、文化的行事に参加していた。オローニ族はククスを信仰していた。ゴールドラッシュ以前、北カリフォルニアはメキシコ以北でもっとも人口密度の多い地域であったが、1769年から1833年にかけて、スペイン人によるカリフォルニア宣教はオローニ族の文化に影響を及ぼした。オローニ族の人口はこの時期に急激に減少した。
現在のオローニ族は、互いに地理的に離れた地域に住んでいる。それらの地域は全部ではないが大部分は本来の故郷である。ムウェクマ・オローニ・トライブはサンフランシスコ・ベイエリア周辺の成員を持ち、サンノゼ、サンタクララ、サンフランシスコの伝道所のオローニ/コスタノ族の子孫から構成される。オローニ/コスタノアン・エセレン・ネーションは、ミッション・サン・カルロス・ボロメオのラムゼン・コスタノ語とエセレン語の話者から構成され、モントレーを中心とする。アマ＝ムツン族はモントレー湾の内陸にあるミッション・サン・フアン・バウティスタのムツン・コスタノ語の話者の子孫である。ラムゼン語の別なグループの大半、ミッション・サン・カルロスの子孫、ポモナ/チノのコスタノアン・ラムゼン・カーメル・トライブは現在は南カリフォルニアに住んでいる。これらの団体、およびそれ以外の小さな集団（「現状」の節の一覧を参照）は、それぞれ政府に民族としての認定を求めている。

## 文化

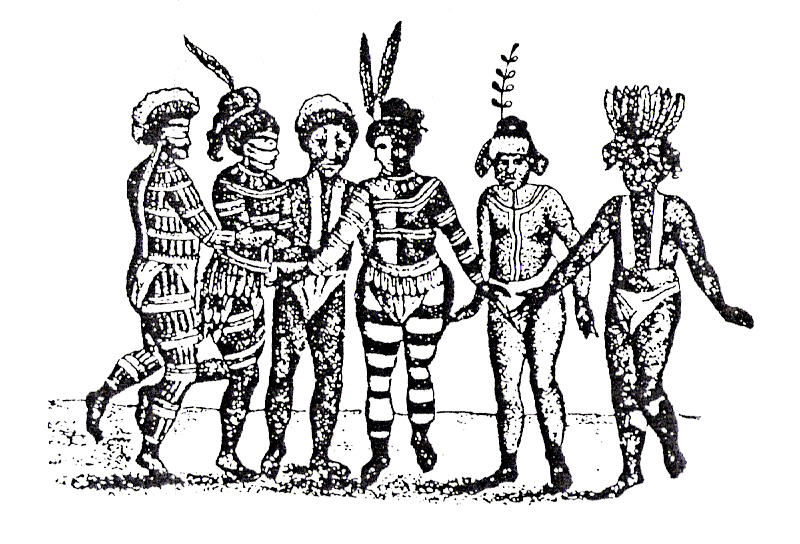
オローニ族の踊り手。ミッション・サンノゼにて

オローニ族は村落に定住生活を行っていたが、ドングリや草の実などの季節の食糧を集めるために一時的な移動を行った。オローニ族は、北はサンフランシスコ半島の北端から、南はビッグサーまで、西は太平洋岸から東はディアブロ山脈までの間に居住していた。その広大な地域には、サンフランシスコ半島、サンタクララ盆地、サンタクルーズ山地、モントレー・ベイエリア、および現在のアラメダ郡とサリナス盆地を含んでいた。スペイン人と接触する前は、オローニ族は約50の異なる「民族または部族」の複雑な連合体を形成しており、各民族または部族は50人から500人、平均して200人ほどから構成されていた。50を越える異なるオローニ族の部族と村落が記録に残っている。オローニ族の村は互いに交易・通婚および祭、および時には殺しあいの衝突によって関係を持っていた。文化的芸術としてカゴを編む技能、季節ごとの祭の踊り、女性の入れ墨、耳と鼻のピアスなどの飾りがあった。
オローニ族は主に狩猟採集によって生活しており、ある意味では収穫者でもあった。「原始的な農耕の一種が行われた。それは主に、年に一度古い植物を焼いて、よりよい種が実るようにする、ということによっていた。あるいは、サンマテオ郡の初期の探検者にむかってオローニ族がそう述べた。」彼らが常食としていたのは、つぶしたドングリ、ハシバミ、草の種、草の実であった。それ以外の植物や、狩ったり罠で捕えた小動物、魚や他の海産物（サンフランシスコ湾および太平洋でとれる二枚貝、巻き貝を含む）も彼らの食生活に重要であった。これらの食糧は古くは豊富であり、また注意深い作業を行うだけでなく、自然資源を積極的に管理することによって保たれていた。
穏和な気候に育つ動物にはハイイログマ、エルク、プロングホーン、およびシカがいた。川にはサケ、パーチ、トゲウオが住む。鳥には多くの鴨、雁、カンムリウズラ、アメリカワシミミズク、ハシボソキツツキ、セジロコゲラ、オウゴンヒワ、キバシカササギがいる。人々の食生活にもっとも重要だったのは水鳥で、網やおとりを使って捕えた。チョチェニョの伝統的な物語では鴨が食物として登場するし、フアン・クレスピは旅行記の中で雁の乾物に詰め物をしたものが「他の雁を捕えるためのおとりとして使用」されたと記す。
太平洋岸と湾内にはラッコ、クジラ、およびかつては何千頭ものカリフォルニアアシカがいた。実際アシカがあまりにも多かったために、クレスピによれば、やってきたスペイン人には「舗道のように見えた」という。
一般的に海岸または谷沿いでは、オローニ族は筵やイグサを束ねて直径1.8mから6mほどのドーム形の家を建てた。レッドウッドの木が使える丘陵地では、木製の枠にレッドウッドの樹皮を加えた針葉樹の家を建てた。村の主要な建物のひとつであるスウェット・ロッジは地下の低いところに作られ、壁は土製、屋根は土と粗朶でできていた。オローニ族はイグサで舟を作り、両側にブレードのついた櫂を使って湾を航行した。
一般的に男性は暖かい時期には服を着なかった。寒い時期には動物の毛皮または羽毛でできたマントを身につけた。女性は通常鹿革のエプロン、イグサまたは樹木の皮をはいで作ったスカートを着た。寒い日には女性も動物の毛皮のマントを着た。男性・女性ともネックレス、貝殻のビーズ、アワビのペンダント、貝とビーズをつけた骨・木製のイヤリングをつけた。これらの飾りは、しばしば共同体の中における地位を示すものだった。

## 歴史
考古学的に、紀元前4000年にさかのぼる貝塚が残る。スタンガーによると、スペイン人との接触以前のカリフォルニアの貝塚の歴史は、紀元前4000年から紀元前1000年までの早期ホライズン、紀元後600年までの中期ホライズン、1770年代までの晩期ホライズンに分けられる。オローニ族は6世紀ごろに北方からやって来て、それまで住んでいたホカ大語族の言語を話す民族に取ってかわるか、または同化したと考える学者もある。
最初にオローニ族が接触した西洋人はスペインの探検家セバスティアン・ビスカイノで、1602年12月に現在のモントレーに到達した。モントレーの命名者もビスカイノである。しかし、その後160年以上にわたって西洋人との接触はなかった。1769年にガスパル・デ・ポルトラに率いられたスペインの探検隊がやってきた。この軍事的探検隊は、フニペロ・セラの統率するフランシスコ会の伝道師をともなっていた。スペインの伝道師の目的は先住民にキリスト教をもたらすことにあった。
スペインは軍事的にモントレーとサンフランシスコの2箇所にプレシディオ（要塞）を築いた。また、伝道師はオローニ族の地に7つのミッション（伝道所）を築いた。ミッション・サン・カルロス・ボロメオ・デ・カルメロ(1770)、ミッション・サン・フランシスコ・デ・アシス(1776)、ミッション・サンタ・クララ・デ・アシス(1777)、ミッション・サンタ・クルス(1791)、ミッション・ヌエストラ・セニョーラ・デ・ラ・ソレダード(1791)、ミッション・サン・ホセ(1797)、ミッション・サン・フアン・バウティスタ(1797)である。これらのミッションに行ったオローニ族は「ミッション・インディアン」または「新改宗者 (neophytes)」と呼ばれた。洗礼を受けたオローニ族はミッションの周辺に移住したが、人口の集中によって伝染病の蔓延と食糧難を引きおこした。このために故郷へ逃げる者が現れたが、伝道師は新改宗者に、そして最後の手段として軍隊を使って逃亡者を連れ戻させた。逃亡とその連れ戻しによって伝染病は周辺地域に拡大した。
ミッション時代には、「全部で81,000人のインディアンが洗礼を受け、60,000人が死亡した」。死亡原因は複数あるが、最大の原因は天然痘、麻疹、ジフテリアなどのヨーロッパからの伝染病に抵抗を持たなかったことにある。別な原因としては狩猟採集から急激に生活様式が変化したことにある。
メキシコ独立後、1834年にメキシコ政府はミッションを政治から切り離すように命じ、フランシスコ会によって管理されていた土地は再分配された。土地は大部分がメキシコ人のランチョ（大牧場）経営者のものとなり、オローニ族はランチョで労働者またはバケーロ（カウボーイ）になって働いた。
1840年代からアメリカ合衆国からの移住者が蚕食をはじめ、最終的にカリフォルニアはアメリカ合衆国の一部になった（カリフォルニア征服）。新しい移住者はオローニ族に別の伝染病をもたらした。1852年にはオローニ族の人口は864人から1000人の間にまで減り、さらに減少し続けた。オローニ諸語の言語の最後の流暢な話者であるラムゼン語話者 Isabella Meadows は1939年に死亡した。ラムゼン語、ムツン語、チョチェニョ語を復活させる運動が一部でなされている。

## 語源
「コスタノアン」は自称ではない（外名）。1769年ごろ、スペイン人の探検家や開拓者はこの土地の先住民の集団をまとめて「コステニョス」(Costeños、海岸民)と呼んでいた。その後、英語を話す開拓者がコステニョスを英語化してコスタノアンという名前をつけた（-an は英語の接尾辞）。長年にわたり、英語の記録ではコスタノアンと呼ばれてきた。
1960年代以降、「オローニ」という名前が先住民の一部と一般的メディアで使われ、コスタノアンに取ってかわった。オローニという言葉は、Oljon というスペインのランチョ（大牧場）に由来するのかもしれない。その場合、ペスカデロ・クリークに近い太平洋岸にある単独の集団を指す言葉であったことになる。テイシェイラは、オローニという言葉がミッション・サンフランシスコの伝道所の記録、バンクロフトの「Native Races」、およびベイエリア訪問に関する1826-27年のフレデリック・ビーチーズ・ジャーナルの記事に見えるという。ミッション・サンフランシスコの記録では、オローニは Oljone、Olchones、Alchones のように異なった綴りで記されている。しかし、それが一部族に由来する名前であるため、すべての先住民がオローニの名を受け入れているわけではない。一部の人はコスタノ族の名を使いつづけるか、新たに「ムウェクマ」の名を再生しようとしている。テイシェイラの主張によれば、オローニの語は歴史的にはペスカデロ・クリークの Rancho Oljon に遡るが、1960年以降一般的に用いられるようになった。この名前が本来指したものはテイシェイラによれば「かつてサンマテオ郡一帯に存在した部族」であり、ミリケンによれば「太平洋岸のサングレゴリオ・クリークとペスカデロ・クリークの低地に住む部族」の名に由来する。オローニという名前が有名になったのは、フレデリック・ホールの『サンノゼとその周辺の歴史』(1871)に「サンフランシスコからサン・フアン・バウティスタ・ミッションに至るこの大（サンタクララ）バレーを放浪するインディアンの部族は（中略）オローニまたは（コスタノ）である」という記述によるところが大きい。コスタノまたはオローニにかわる2種類の名称が知名度を得てきている。北部の「ムウェクマ」と、ムツン族の「アマ」である。ムウェクマ(Muwekma)は先住民の言語であるチョチェニョ語およびタミェン語で彼ら自身を指すことばであり、アマ(Amah)はムツンの人々を指す先住民の言葉である。

## 現状
現在、部族としての認可を求めている集団としてはムツン（ホリスターとワトソンビル）、ムウェクマ・オローニ・トライブ（サンフランシスコ・ベイエリア）などがある。エセレン・ネーションも自己をオローニ/コスタノ族と規定しているが、ただし彼らは歴史的には南部コスタノ語（ラムゼン語）のほかに、まったく異なるホカ大語族に属するエセレン語を使用していた。

### 現在のオローニ集団
先住民問題局に認可を求めて係争中のオローニ部族には以下がある。
- ムウェクマ・オローニ・トライブ（サンフランシスコ・ベイエリア）

2000年段階で397人が参加している。ムウェクマ・オローニ・トライブは「サンフランシスコ湾岸地域に土着のすべての現存する先住民であり、ミッション・ドロレス、サンタクララ、サンノゼに先祖を持つ人々」、および歴史的に連邦が認めていたアラメダ郡のヴェローナ・バンドによって構成される。2006年9月21日、彼等を連邦が認可する部族とすることを促進するための裁判に関して、連邦地方裁判所の判事から好意的な意見を受け取った。先住民に関するカリフォルニア政策顧問団が裁判の援助を行った。2011年に敗訴したが、控訴した。
- オローニ/コスタノアンインディアンのアマ＝ムツン・バンド（ウッドサイド）

アマ＝ムツン・バンドは500人以上の参加者があり、「ムツン・オローニ語の話者のさまざまな子孫の生存者」から構成される。大部分はミッション・サン・フアン・バウティスタで洗礼した先住民の子孫である。
- オローニ/コスタノアン・エセレン・ネーション（モントレー郡、サンベニト郡）

約500人が参加している。部族会議の主張によれば、ミッション・サン・カルロスとソレダードの直系の子孫である13の家系に属する約500人の人々で構成される。この部族はかつて連邦によって「モントレー郡のモントレー・バンド」として認可されていた(1906-1908)。参加者の約60%がモントレー郡およびサンベニト郡に住んでいる。
- カーメル・ミッション・インディアンのコスタノアン・バンド（モンロビア）
- コスタノアン・オローニ・ラムゼン＝ムツン・トライブ（ワトソンビル）
- コスタノアン＝ラムゼン・カーメル・トライブ（ポモナ/チノ）
- コスタノアン・ムツン・インディアンのインディアン・キャニオン・バンド（ホリスター近辺）

## 人口

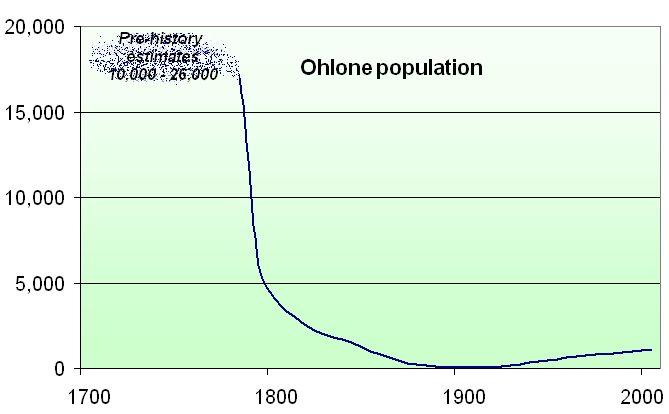
オローニ/コスタノ族の人口の変遷

西洋人との接触前の1769年の人口に関する公表された推計は、7,000人とするものからサリナス族を含めて26,000人というものまでの幅がある。カリフォルニア州全体の先住民族の人口でもそうだが、歴史学者によって推計人口に大きな違いがある。しかし、現代の研究者はアメリカ合衆国の人類学者アルフレッド・L・クローバーによるオローニ/コスタノ族の人口7,000人という見積りが低すぎたと考えている。リチャード・レヴィら、より新しい研究者は10,000人ないしそれ以上のオローニ族がいたと考えている。
公開されたうちでもっとも人口を多く見積るのはシャーバーン・F・クックで、「北部ミッション・エリア」にオローニ族とサリナス族あわせて26,000人があったと結論づけた。クックによれば、「北部ミッション・エリア」とは、「サンフランシスコとサリナス川上流の間の、オローニ族とサリナス族が住んでいる地域を指す。便宜上、チュマシュ族の土地を犯すことになるがサンルイスオビスポ管轄地をこれに加えてもよい」という。クックのモデルでは、オローニ族の土地は「北部ミッション・エリア」の半分にあたる。しかし、オローニ族地域はサリナス族の住む南部より人口密度が高いことが知られている。クックによれば、「湾岸地域のコスタノ族の人口密度は1平方マイルあたり1.8人に近い。エセレン族は約1.3人、サリナス族はおそらくもっと低い。」クック本人の言から、オローニ族の人口を約18,200人（誤差数千人）と推定することができるものの（「北部ミッション・エリア」の70%）、クックは正確な数値をあげていない。
1769年にスペイン人と接触した後、オローニ族の人口は急激に下降した。クックは没後に出版された著書『カリフォルニア・インディアンの人口 1769-1970』の中で、カリフォルニア先住民族の人口が1769年から1900年のあいだに急速に下降したことを記述している。クックによれば「危機が明白になるまで人口数値の調査が行われることはなかった」。1848年以前に、もとの人口の約10%にまで落ちこんだ。
1900年以降は人口に大きな変化は見られず、2005年現在少なくとも1,400人の部族会員数がある
。

## 言語
オローニ族の語族は通常「コスタノ語族」と呼ばれるが、「オローニ語族」と呼ばれることもある。コスタノ語族は、仮説段階の語族であるペヌーティ大語族に属し、（ミーウォク諸語とともに）ウティ語族を形成する。最近の研究では、コスタノ諸語・ミウォク諸語・ヨクツ語族がそれぞれ単一のヨク＝ウティ語族の中の一語派である可能性がある。
コスタノ語族は、8つの方言または言語から構成される：アワスワス語、チャロン語、チョチェニョ語、カルキン語、ムツン語、ラマイトゥシュ語、ラムゼン語、タミェン語。

## 関連文献
- Kroeber, Alfred L. (ed.). 1925. The Costanoans. Chapter 31. pp. 462–473 in Handbook of Indians of California.  Also available as: Washington, D.C: Bureau of American Ethnology Bulletin No. 78, 1925.
- Milliken, Randall; Shoup, Laurence H.; Ortiz, Beverly R. (2009). Ohlone/Costanoan Indians of the San Francisco Peninsula and their Neighbors, Yesterday and Today. National Park Service, Golden Gate National Recreation Area, San Francisco, California